# Langenbrettach
Langenbrettach är en kommun i Landkreis Heilbronn i regionen Heilbronn-Franken i Regierungsbezirk Stuttgart i förbundslandet Baden-Württemberg i Tyskland. 
Kommunen bildades 1 januari 1975 genom en sammanslagning av kommunerna Brettach och Langenbeutingen med namnet Brettach-Langenbeutingen, som ändrades 1 juli 1976 till det nuvarande .
Kommunen ingår i kommunalförbundet Neuenstadt am Kocher tillsammans med staden Neuenstadt am Kocher och kommunen Hardthausen am Kocher.